# Liben (zone)
Pour les articles homonymes, voir Liben et Dawa (homonymie).
La zone Liben (ou Liban,, en somali : Liiban[réf. souhaitée]), et récemment la zone Dhawa, sont des zones administratives de la région Somali en Éthiopie. Les deux zones sont frontalières du Kenya, leur principale agglomération est la ville de Dolo située à la frontière de la Somalie.

## Géographie
Situées à l'extrémité sud du pays, les zones Liben et Dhawa sont limitrophes du Kenya. La zone Liben est frontalière de la Somalie sur une courte distance au sud et bordée par la zone Afder à l'est.  La région Oromia borde l'ensemble au nord et à l'ouest.
L'élevage nomade y prédomine dans de vastes espaces mais les agriculteurs sédentaires exploitent aussi quelques « corridors agricoles » le long des rivières. Les éleveurs exportent leur bétail majoritairement vers le Kenya.
Les ressources en eau sont rares en dehors de la rivière Ganale Dorya, qui borde l'extrémité de la zone Liben, et de la rivière Dawa qui sépare désormais la zone Liben de la zone Dhawa.
Exposée à la fois à des périodes de sécheresse et à des inondations, la zone souffre de difficultés chroniques d'approvisionnement et d'accès à l'eau potable. 
La Dawa qui est une rivière permanente dans son cours supérieur devient saisonnière en aval.
Elle arrose notamment l'aire protégée du parc national Geralle avant de servir de frontière avec le Kenya, puis la Somalie, jusqu'au confluent avec la Ganale qui forme le Jubba près de Dolo.
Les routes principales vont au Kenya par Moyale et en Somalie par Dolo.
L'aéroport de Dolo (en) dessert le sud de la zone Liben. 

## Histoire
Les actuelles zones Liben et Dhawa sont au XXe siècle l'extrémité orientale des awrajas Borena et Arero de la province de Sidamo avec respectivement Negele Boran et Yabelo pour capitales administratives.
La zone Liben est créée dans la région Somali en 1995 lors de la réorganisation du pays en régions, la zone Dhawa ou  Daawa, ne s'en détachant qu'à la fin des années 2010 voire en 2020.
Elle est habitée principalement par des Somalis appartenant au clan Garri (majoritaire dans le district de Moyale) et au clan Digodia (majoritaire dans le district de Dolo). 
Le choix du centre administratif et la position précise de la limite régionale restent longtemps des sources de conflits non résolus.
La limite Oromia-Somali près de Moyale fait partie des sujets de conflit les plus actifs entre les deux régions.
Plusieurs camps de réfugiés hébergeant essentiellement des Somaliens[à vérifier] sont implantés au nord de Dolo.
Avec en outre environ 240 000 déplacés internes, répartis sur 144 sites en 2024, la zone Liben héberge la plus importante population déplacée de la région Somali.

## Woredas

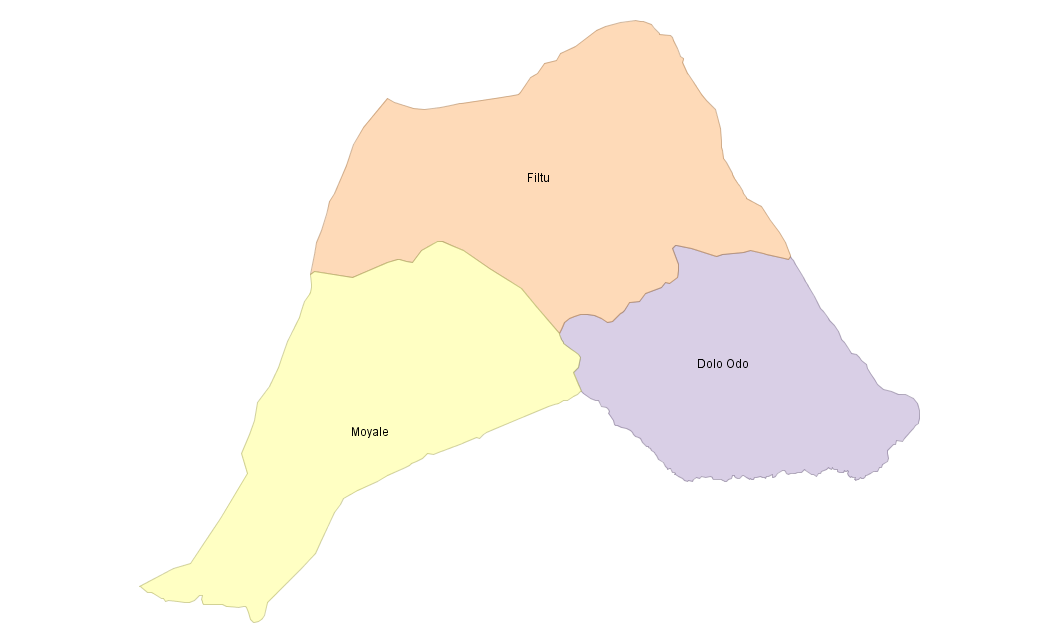
Woredas de la zone Liben au début des années 2000.

Au début des années 2000, la zone Liben est composée des woredas Dolo Odo, Filtu et Moyale,.
Un quatrième district appelé Udet ou Hudet se détache de Moyale dès le recensement de 2007.
La zone Dhawa ou Daawa récemment créée comprend Udet, Moyale et deux nouveaux districts subdivisés de Moyale. Le reste de la zone Liben se subdivise aussi en quatre districts auxquels s'ajoutent Goro Bekeksa et Guradamole transférés de la zone Afder,.

## Démographie
Le recensement national de 2007 fait état de 539 821 habitants dans la zone Liben de l'époque, dont 9 % de citadins.
Près de 99 % des habitants sont musulmans, plus de 99 % sont des Somalis et ont pour langue maternelle le somali.
Dolo qui a 26 323 habitants recensés en 2007 est la principale agglomération de la zone. Elle est suivie par Bokol May qui a 7 517 habitants à la même date. Viennent ensuite Filtu (4 972 habitants), Udet (4 516 habitants) et Buramino (3 564 habitants).
| Woreda   | Population 2007 | Agglomérations,           |
| -------- | --------------- | ------------------------- |
| Dolo Odo | 111 511         | Dolo, Bokol May, Buramino |
| Filtu    | 130 993         | Filtu                     |
| Moyale   | 254 137         | -                         |
| Udet     | 43 180          | Udet                      |

En 2022, la population est estimée à 786 998 personnes sur le même périmètre soit une densité de population de 18 personnes par km2 pour environ 42 701 km2 de superficie.
Les zones Liben et Dahwa ont respectivement 31 626 et 12 256 km2 de superficie en 2021 sur un périmètre qui a évolué entre-temps.